# Kernersville
Kernersville ist eine Town im Forsyth County und Guilford County des US-Bundesstaates North Carolina. Das U.S. Census Bureau ermittelte bei der Volkszählung 2020 eine Einwohnerzahl von 26.449.
Kernersville liegt im Zentrum der Piedmont Triad Metropolregion, zwischen Greensboro im Osten, High Point im Süden und Winston-Salem im Westen. Ein Teil des ländlichen Ackerlandes, das die Stadt umgibt, wurde verkauft und in große Wohnsiedlungen der Mittel- bis Oberklasse umgewandelt.

## Geschichte
Der Ort wurde erstmals 1756 von einem Iren namens Jacob Story besiedelt. Um 1771 wurde der Ort von William Dobson gekauft und wurde Dobson's Crossroads genannt. Dieser erbaute ein Gasthaus an der Kreuzung zweier Hauptstraßen, was das heutige Kernersville zum ersten Zwischenstopp auf der Strecke von Salem nach Bethlehem in Pennsylvania machte. Auf seiner Reise durch einige Südstaaten von März bis Juni 1791 wurde George Washington am 2. Juni 1791 in Dobson's Taverne das Frühstück serviert. An der Stelle des Wirtshauses erinnert heute eine Schautafel an den Aufenthalt Washingtons. 1813 verkaufte William Dobson die knapp 418 Hektar Land und die darauf befindliche Gaststätte an einen Gottlieb Schober. Dessen Sohn verkaufte das Land schließlich 1817 an Joseph Kirner, welcher das Gasthaus weiter betrieb; der Ort wurde als Kerners Crossroads bekannt. Kirner erweiterte das Anwesen auf rund 462 Hektar und hinterließ seinen Besitz zwei Söhnen und einer Tochter. Zur Zeit des Amerikanischen Bürgerkriegs (1861 bis 1865) hatte sich um die Kreuzung und das Gasthaus ein kleines Dorf entwickelt. Am 31. März 1871 wurde Kernersville zu einer Gemeinde, zwei Jahre darauf, im Jahr 1873 wurde der Ort an die Eisenbahn angeschlossen. Die Einwohnerzahl von zuvor 147 erhöhte sich dadurch merkbar, bereits 1880 stieg sie auf über 500 und verdoppelte sich bis 1888 nochmals.

## Demografie
Nach der Schätzung von 2019 leben in Kernersville 24.660 Menschen. Die Bevölkerung teilte sich im selben Jahr auf in 77,6 % Weiße, 13,9 % Afroamerikaner, 0,8 % amerikanische Ureinwohner, 1,8 % Asiaten und 0,3 % Ozeanier und 12,3 % mit zwei oder mehr Ethnizitäten. Hispanics oder Latinos aller Ethnien machten 12,3 % der Bevölkerung aus. Das mittlere Haushaltseinkommen lag bei 51.645 US-Dollar und die Armutsquote bei 12,2 %.

## Infrastruktur
Durch Kernersville führt die Interstate 40.

## Söhne und Töchter
- Chris Lane (* 1984), Sänger
- Chris Oliver (* 1985), Basketballspieler
- Drew Fulk (* 1987), Musikproduzent und Songwriter
- Madison Bailey (* 1999), Schauspielerin